# Malagonia
Malagonia là một chi bướm đêm thuộc họ Erebidae.